# La Ceiba 1.ª Sección (Ruiz Cortínes)
La Ceiba 1.ª Sección (Ruiz Cortínes) es una localidad del municipio de Huimanguillo ubicado en la subregión de la Chontalpa del estado mexicano de Tabasco.

## Geografía
La localidad de La Ceiba 1.ª Sección (Ruiz Cortínes) se sitúa en las coordenadas geográficas 18°01′57″N 94°04′00″O / 18.032500, -94.066667, a una elevación de 1 metro sobre el nivel del mar.

## Demografía
Según el Conteo de Población y Vivienda 2020, efectuado por el Instituto Nacional de Estadística y Geografía, la localidad de La Ceiba 1.ª Sección (Ruiz Cortínes) tiene 265 habitantes, de los cuales 136 son del sexo masculino y 129 del sexo femenino. Su tasa de fecundidad es de 2.53 hijos por mujer y tiene 80 viviendas particulares habitadas.
| Gráfica de evolución demográfica de La Ceiba 1.ª Sección entre 1990 y 2020 |
|                                                                            |
| INEGI.                                                                     |